# Devade libanica
Espèce
Synonymes
- Pseudauximus libanicus Denis, 1955

Devade libanica est une espèce d'araignées aranéomorphes de la famille des Argyronetidae.

## Distribution
Cette espèce est endémique du Liban. Elle se rencontre à Antélias dans la grotte d'Antélias.

## Description
La femelle holotype mesure 4,5 mm.

## Systématique et taxinomie
Cette espèce a été décrite sous le protonyme Pseudauximus libanicus par Denis en 1955. Elle est placée dans le genre Devade par Lehtinen en 1967.

## Étymologie
Son nom d'espèce lui a été donné en référence au lieu de sa découverte, le Liban.

## Publication originale
- Denis, 1955 : « Araignées. Mission Henri Coiffait au Liban (1951). Biospéologica no LXXV. » Archives de Zoologie Experimentale Generale , vol. 91, no 4, p. 437-454.